# Křížová věž
Křížová věž (Kreuzturm, auch Rabenstein) ist ein schlanker Felsen, welcher südlich der Ortschaft Naděje (Hoffnung) aufragt. Er besteht aus Sandstein und ist mit einem Gipfelkreuz gekrönt. 

## Lage und Umgebung
Der Křížová věž befindet sich im Lausitzer Gebirge im Liberecký kraj (Region Liberec) in Tschechien unweit der Ortschaft Naděje. Der nächstgrößere Ort ist Cvikov. Der Felsen ist an einem Ausläufer des Trávnický vrch (Glasertberg, 571 m) gelegen und von Kiefern umgeben. 
Über in den Fels gehauene Stufen kann man den Felsen ersteigen.

## Geschichte
Der Felsen hat schon zeitig die Phantasie der Einheimischen angeregt. Es sind Sagen über verirrte Wanderer oder unglücklich verliebte Paare überliefert. 
Den Namen Kreuzturm erhielt er erst um 1833. In jenem Jahr sollen die Besitzer einer Fabrik im nahen Antonietal (Antonínovo Údolí) ein eisernes Kreuz auf dem Gipfel angebracht haben. Später, zum Ende des 19. Jahrhunderts, leuchtete den Einwohnern sogar eine Laterne. Diese wurde, so erzählt man, allabendlich und bei jedem Wetter vom Weber Josef Weiss nach oben getragen. Über dreißig Jahre hielt sich dieser Brauch, welcher erst mit dem Tod des Webers endete. Lediglich zu Ostern wurde ein Licht angezündet, nach 1945 verschwand auch diese Tradition. 
Später wurde das Kreuz von Gipfel entfernt, 1987 jedoch wieder an ursprünglicher Stelle errichtet. 
Heute ist der Felsturm ein beliebter Klettergipfel. 